# V405 Андромеды
V405 Андромеды (лат. V405 Andromedae) — двойная звезда в созвездии Андромеды на расстоянии приблизительно 137 световых лет (около 42,1 парсеков) от Солнца. Видимая звёздная величина звезды — от +11,31m до +11m. Орбитальный период — около 0,465 суток (11,17 часов). Возраст звезды оценивается как около 5 млрд лет.

## Характеристики
Первый компонент — красный карлик, эруптивная переменная звезда типа RS Гончих Псов (RS) спектрального класса M0Ve. Масса — около 0,49 солнечной, радиус — около 0,59 солнечного, светимость — около 0,088 солнечной. Эффективная температура — около 4050 К.
Второй компонент — красный карлик спектрального класса dM5e(M5V). Масса — около 0,21 солнечной, радиус — около 0,23 солнечного. Эффективная температура — около 3000 К.